# Edulica
Edulica é um gênero de mariposa pertencente à família Crambidae.